# Chaetodipus pernix
Chaetodipus pernix és una espècie de mamífer rosegador de la família dels heteròmids. És endèmica de Mèxic (Nayarit, Sinaloa i Sonora). S'alimenta de llavors. El seu hàbitat natural és una plana amb llim al·luvial fi gairebé sense roques petites, amb una vegetació composta d'arbres lleguminosos espinosos, cactus arborescents i un sotabosc d'Opuntia, Stenocereus i petits matollars llenyosos. Està amenaçada per l'ús de rodenticides i la transformació del seu entorn per a usos agrícoles.